# NGC 3954
NGC 3954 is een compact sterrenstelsel in het sterrenbeeld Leeuw. Het hemelobject werd op 26 april 1785 ontdekt door de Duits-Britse astronoom William Herschel.

## Synoniemen
- UGC 6866
- MCG 4-28-91
- ZWG 127.98
- ARAK 331
- PGC 37291